# مضمار ند الشبا
مضمار ند الشبا هو منشأة لسباق الخيل الأصيلة في دبي، الإمارات العربية المتحدة، افتتح في عام 1986. كان به مسار سباق ترابي أعسر بطول 2200 متر ومضمار عشبي أعسر على نفس المسافة. تم تشغيله من نوفمبر إلى مارس وشهد كرنفال دبي الدولي للسباقات وليلة كأس دبي العالمي. هُدم مضمار ند الشبا في عام 2009 بعد استضافة سباق كأس دبي العالمي، ليحل محله مضمار ميدان.

## تاريخ
بدأت سباقات الخيل في دبي في وقت مبكر من عام 1981، وفي عام 1986 افتتح مضمار ند الشبا رسميًا. وكان يضم ملعبًا للجولف. في عام 1992، قام الشيخ محمد بن راشد آل مكتوم بتأسيس نادي دبي لسباق الخيل لزيادة شعبية هذه الرياضة في المدينة، وفي وقت لاحق في عام 1993، استضاف نادي دبي لسباق الخيل النسخة الافتتاحية من تحدي دبي الدولي للفرسان في ند الشبا. وفي عام 1996، أنشئ كأس دبي العالمي حيث تتنافس الخيول على جائزة قدرها 4 ملايين دولار. وكان الفائز الأخير في ند الشبا وول آرمد.

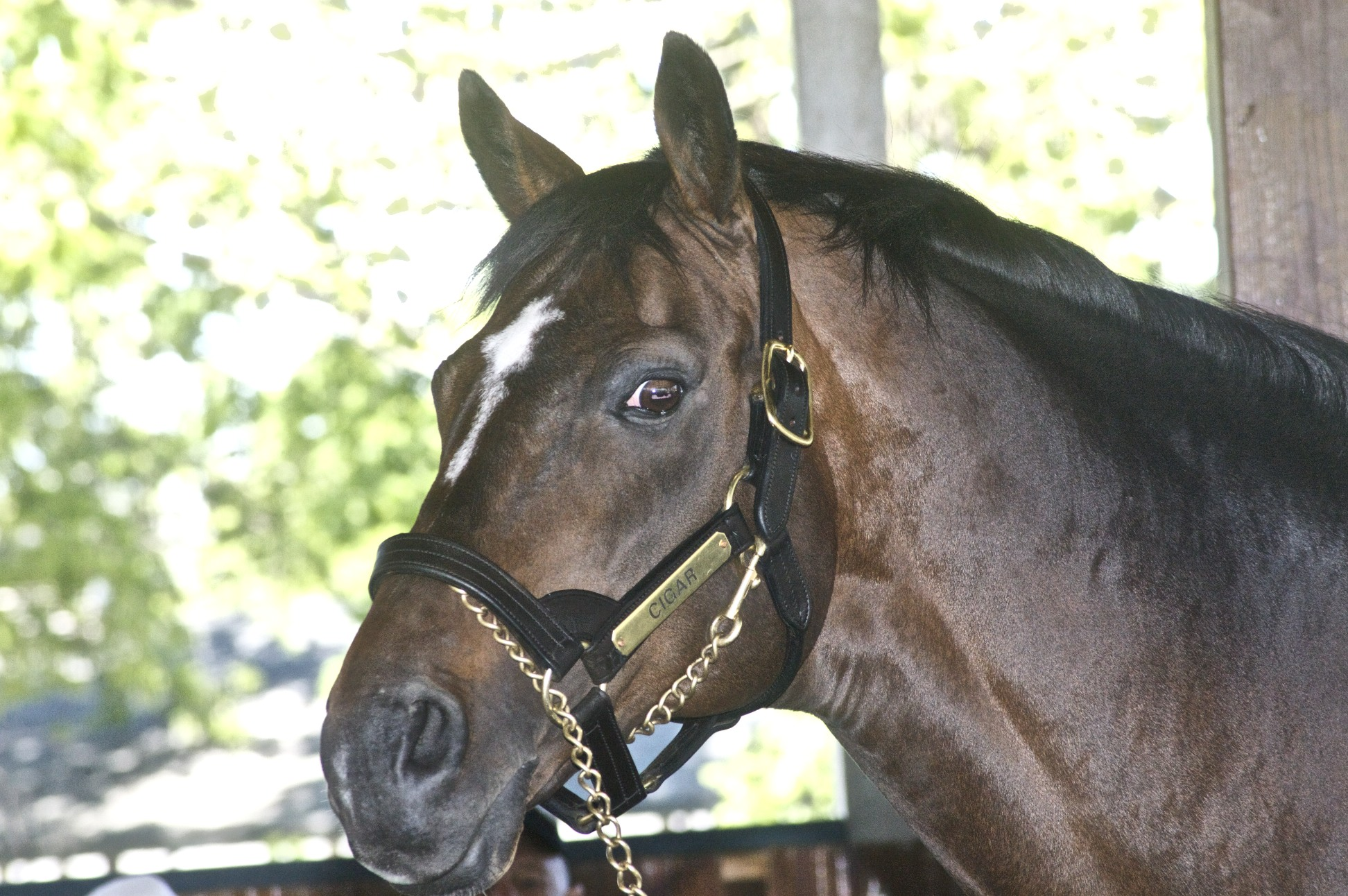
سيجار - الفائز بسباق كأس دبي العالمي الأول في ند الشبا

## السجلات
وفي وقت الإغلاق، تم الاحتفاظ بالسجلات التالية:
- أفضل فارس – فرانكي ديتوري (132 فوزًا)
- أفضل مدرب – سعيد بن سرور (213 فوزًا)
- الفائز الأول – جودولفين (142 فوزًا)